# Activitate paranormală: Cei însemnați
Paranormal Activity: The Marked Ones este un film de groază regizat de Christopher B. Landon. A fost lansat la 3 ianuarie 2014.

## Prezentare
Jesse începe să se confrunte cu o serie de lucruri deranjante și inexplicabile după moartea vecinului său. În timp ce investighează, nu durează mult până ce Jessie își dă seama că este marcat pentru posedare de către o entitate demonică răuvoitoare și este doar o chestiune de timp înainte de a se afla complet sub controlul acesteia...

## Distribuție
- Andrew Jacobs - Jesse Arista
- Jorge Diaz - Hector Estrella
- Gabrielle Walsh - Marisol Vargas
- Richard Cabral - Arturo Lopez
- Gloria Sandoval - Anna
- Carlos Pratts - Oscar Lopez
- Catherine Toribio - Penelope
- Juan Vasquez -  Santo
- Molly Ephraim - Ali Rey
- Katie Featherston - Katie
  - Chloe Csengery - Young Katie
- Jessica Tyler Brown - Young Kristi
- Micah Sloat - Micah